# Иванов, Илья Валентинович
Илья́ Валенти́нович Ивано́в (20 мая 1953, Ленинград, РСФСР — 15 января 2017, Санкт-Петербург, Российская Федерация) — советский актёр.

## Биография
Родился 20 мая 1953 года в Ленинграде.
Работал художником в лаборатории художественного конструирования Ленинградского государственного оптического института им. Вавилова. В фильмах Сергея Соловьёва создал образ современного чудака. После августа 1991 года ушёл из кинематографа, объясняя свой уход охлаждением отношений с Соловьёвым и нежеланием сниматься в низкопробных фильмах начала 1990-х. 
После ухода из кинематографа работал охранником, позже занимался рыбной ловлей и изготовлением рыболовных принадлежностей.
Скончался 15 января 2017 года в Санкт-Петербурге, на 64-м году жизни.

## Фильмография
- 1986 — Чужая белая и рябой — Вениамин Жус, следователь
- 1987 — Единожды солгав… — Всеволод Запольский, архитектор
- 1987 — Асса — «Шар», сообщник Крымова
- 1988 — Запретная зона — телекорреспондент
- 1989 — Чёрная роза — эмблема печали, красная роза — эмблема любви — Николай Плевакин (дядя Кока), крёстный Мити
- 1989 — Трудно быть богом — Вага Колесо
- 1990 — Повесть непогашенной луны — 2-й комиссар
- 1991 — Дом под звёздным небом — Константин Кологривов
- 1991 — Похороны на втором этаже[1]

## Цитаты[1]
- Татьяна Друбич, актриса: «Почему он ушёл из кино, не знаю, мы, к сожалению, потерялись. Жаль, большая потеря для искусства. Видно, что-то разонравилось ему. Бывает».
- Сергей Соловьёв, кинорежиссёр: «Когда-то Илюша занимался дизайном, а потом резко прекратил. Я ещё удивлялся, спрашивал, не тянет ли его обратно, он отвечал, что нет, не тянет. Потом в течение нескольких лет он был страшно увлечён кино. И вдруг ему снова всё разонравилось. Илья всю жизнь любил ловить рыбу, видимо, до сих пор любит. Это глубокая его привязанность, а к кино и дизайну, видимо, была не очень глубокая».